# همپتن (مریلند)
همپتن (به انگلیسی: Hampton) شهری در ایالت مریلند کشور ایالات متحده آمریکا است که جمعیت آن در سرشماری سال ۲۰۱۰ میلادی، ۵٬۰۵۲ نفر بوده‌است.